# الإعانة الكندية للاستجابة للطوارئ
الإعانة الكندية للاستجابة للطوارئ ( CERB ) هو برنامج دعم كندي أطلقته حكومة كندا. البرنامج مخصص للمقيمين الكنديين الذين يعانون البطالة بسبب حالة جائحة COVID-19. توفر إعانة خاضعة للضريبة تصل إلى 2000 دولار كندي في الشهر، لمدة تصل إلى أربعة أشهر.